# III. Rudolf burgund király
III. Rudolf, másképpen Rest Rudolf (franciául: 'Rudolphe le Faineant') vagy Jámbor Rudolf (franciául: 'Rudolphe le Pieux') (971 – 1032. szeptember 6.) az egyesített Burgundia utolsó királya 993-tól haláláig.
Békés Konrád fia és örököse volt. Képtelen volt korlátozni a főurak növekvő hatalmát, amiként nem tudott véget vetni Ottó Vilmos besançoni gróf és II. Henrik német-római császár szaporodó beavatkozásainak sem. 1016-ban kénytelen volt Henriket örököséül fogadni, amikor pedig Henrik meghalt (1024), Konrád, az új német király ugyanezt a kedvezményt követelte magának is. Rudolf törvényes örökös nélkül halt meg, mire Konrád bejelentette igényét a királyságra, és egyesítette Németországgal.